# Aciagrion migratum
Aciagrion migratum är en trollsländeart som först beskrevs av Selys 1876.  Aciagrion migratum ingår i släktet Aciagrion och familjen dammflicksländor. IUCN kategoriserar arten globalt som livskraftig. Inga underarter finns listade i Catalogue of Life.